# Расторгуєв Павло Андрійович
Павло́ Андрі́йович Расторгу́єв  (12 липня (30 червня) 1881, м. Стародуб, Брянська область — 21 березня  1959) — білоруський мовознавець-діалектолог, дійсний член Інституту білоруської культури (1924), доктор філологічних наук (1941), професор (1923).

## Життєпис
Народився Стародубі 1881 року. Батько працював бухгалтером казначейства. Крім Павла, у сім'ї було ще семеро дітей. У будинку була велика бібліотека із давньоруською літературою, якою в дитинстві цікавився Павло. Навчався у Стародубському двокласному училищі, де проявив свої здібності.
Потім навчався у Глухівському учительському інституті. У 1903 році став студентом історико-філологічного факультету Московського університету, який успішно закінчив у 1908 році. Склав іспити на звання магістра російської мови та словесності. Працював у Московському університеті у 1917—1923 роках. У 1918 році читав курс лекцій з білоруської мови в Білоруському народному університеті в Москві («Білоруська мова в її сучасному та минулому стані» у книзі «Курс білорусознавства», 1918—1920).
1932 року репресований за «Справою славістів» і висланий до Караганди. В 1936 році йому дозволили виїхати з Караганди, але селитися в Москві було заборонено, тому два роки він прожив у сестри в місті Клинцях.
У 1938-1951 роках обіймав посаду завідувача кафедри російської Новозибківського педагогічного інституту, одночасно в 1947-1948 році в Інституті мови, літератури та мистецтва АН Білоруської РСР.
Помер 1959 р. у Новозибкові, де й похований.

## Наукова діяльність
Автор праць з українсько-білоруської мовної межі на північній Чернігівщині, опрацювання діалектологічних матеріалів Московської діалектологічної комісії, про польські впливи у говірках Підляшшя тощо.
Вибрані праці
- Говоры восточных уездов Гомельской губернии в их современном состоянии (1927)
- Северско — белорусский говор. Исследование в области диалектологии и истории белорусских говоров (1927)
- Словарь народных говоров Западной Брянщины (1973)